# Orlické Podhůří
Orlické Podhůří település Csehországban, az Ústí nad Orlicí-i járásban. Orlické Podhůří Libchavy, Podlesí, České Libchavy, Sudislav nad Orlicí, Seč, Velká Skrovnice, Ústí nad Orlicí és Brandýs nad Orlicí településekkel határos. Lakosainak száma 686 fő (2024. január 1.).

## Népesség
A település lakosságának változását az alábbi diagram mutatja:
| Lakosok száma | 1306 | 1203 | 1157 | 845  | 694  | 585  | 686  | 685  | 638  | 686  |
|               | 1869 | 1900 | 1921 | 1961 | 1980 | 2011 | 2016 | 2019 | 2021 | 2024 |